# 法務博士（専門職）
法務博士（専門職）（ほうむはくし せんもんしょく、Juris Doctor degree〈J.D. または JD〉、Doctor of Jurisprudence degree〈D.Jur. または DJur〉）は、専門職大学院が付与する専門職学位の1つであり、法科大学院を修了した者に授与される。
日本では原則として、学士の学位を修得した後に3年または2年の課程を修了することで授与される。

## 日本の学位
| 分類 | 分類         | 区分                                | 区分                                | 授与を行う標準的な課程                                                  | 授与を行う標準的な課程                                                  |
| ---- | ------------ | ----------------------------------- | ----------------------------------- | ----------------------------------------------------------------------- | ----------------------------------------------------------------------- |
| 称号 | 称号         | 準学士                              | 準学士                              | 高等専門学校の本科                                                      | 高等専門学校の本科                                                      |
| 称号 | 称号         | 高度専門士                          | 高度専門士                          | 専修学校の専門課程（専門学校）のうち、 4年制の学科                      | 専修学校の専門課程（専門学校）のうち、 4年制の学科                      |
| 称号 | 称号         | 専門士                              | 専門士                              | 専修学校の専門課程（専門学校）のうち、 2〜3年制の学科                   | 専修学校の専門課程（専門学校）のうち、 2〜3年制の学科                   |
| 学位 | （下記以外） | 博士                                | 博士                                | 大学院の博士課程 特定の省庁大学校の課程                                 | 大学院の博士課程 特定の省庁大学校の課程                                 |
| 学位 | （下記以外） | 修士                                | 修士                                | 大学院の修士課程 特定の省庁大学校の課程                                 | 大学院の修士課程 特定の省庁大学校の課程                                 |
| 学位 | （下記以外） | 学士                                | 学士                                | 大学の学部 短期大学の専攻科 高等専門学校の専攻科 特定の省庁大学校の課程 | 大学の学部 短期大学の専攻科 高等専門学校の専攻科 特定の省庁大学校の課程 |
| 学位 | （下記以外） | 短期大学士                          | 短期大学士                          | 短期大学の本科                                                          | 短期大学の本科                                                          |
| 学位 | 専門職学位   | 修士（専門職） （○○修士（専門職）） | 修士（専門職） （○○修士（専門職）） | 大学院の専門職学位課程 （専門職大学院）                                 | （法科・教職以外）                                                      |
| 学位 | 専門職学位   | 法務博士（専門職）                  | 法務博士（専門職）                  | 大学院の専門職学位課程 （専門職大学院）                                 | 法科大学院                                                              |
| 学位 | 専門職学位   | 教職修士（専門職）                  | 教職修士（専門職）                  | 大学院の専門職学位課程 （専門職大学院）                                 | 教職大学院                                                              |
| 学位 | 専門職学位   | 学士 （専門職）                     | ○○学士（専門職）                    | 専門職大学                                                              | 専門職大学                                                              |
| 学位 | 専門職学位   | 学士 （専門職）                     | 学士（○○専門職）                    | 大学の学部の専門職学科                                                  | 大学の学部の専門職学科                                                  |
| 学位 | 専門職学位   | 短期大学士 （専門職）               | ○○短期大学士（専門職）              | 専門職大学の前期課程 専門職短期大学                                     | 専門職大学の前期課程 専門職短期大学                                     |
| 学位 | 専門職学位   | 短期大学士 （専門職）               | 短期大学士（○○専門職）              | 短期大学の専門職学科                                                    | 短期大学の専門職学科                                                    |

日本の「法務博士（専門職）」の学位は、法科大学院制度創設に当たり設けられたものである。これは、アメリカ合衆国のロー・スクールで修了者に「ジュリス・ドクター」（Juris Doctor、J.D.）の学位が授与されていることを参考にして名称などが定められた。1991年（平成3年）以降の日本の学位制度においては、学位に付記する専攻分野の名称は各大学などがそれぞれ定めることになっているが、法科大学院の課程を修了した者に対して授与する学位は「法務博士（専門職）」に限られ、それ以外の名称の学位が授与されることはない。
「法務博士（専門職）」の学位は専門職学位の1つであり、「博士」の語を含むものの、学位請求論文の審査を経て授与される「博士の学位」とは別個のものである。法務博士（専門職）の学位取得に際しては、修士論文や博士論文などの学位請求論文や他の研究業績の提出および審査が不要である。「法務博士（専門職）」が学位の名称であるから学位を使用する場合は専門職であること、および取得大学名を付記することとなる（学位規則11条参照）。

この学位を授与されると、司法試験の受験資格が得られる。また、一定の要件を満たした場合は、税理士試験の税法科目が一部免除される。法務博士（専門職）は、法学研究大学院の博士課程後期課程の入学資格を認められるが、博士前期課程をへて修士論文を執筆していないため、入学審査において別途、リサーチペーパーなど何らかの学術的業績を要求されることがある（他の専門職学位と共通する特典については、専門職学位#専門職学位の意義を参照）。「法務博士（専門職）」の学位の位置づけとしては、表示が「博士」となっているが、例えば代表的な学位授与大学である東京大学大学院法学政治学研究科や早稲田大学大学院はそのガイダンス・募集要項において博士後期課程の出願資格を有するのは「修士」あるいは「法務博士（専門職）」の学位をすでに得た者あるいはその見込みがある者であるということを明示しており、「博士」の学位よりも下位に扱っており、あくまで「博士の学位」を得るために進む大学院博士後期課程に出願するための前提となる必要不可欠の学位の一つと位置付けし、修士と同列に扱っており（但し、論文博士を除く）、従って、「修士」（この場合は修士論文の執筆が要求される）相当の学位ということになる。

## 各国の学位
主にコモン・ロー体系の国の英米及びカナダ、オーストラリア、シンガポール、香港、フィリピン、北アイルランドを中心に採用されているが、大陸法系である日本と、韓国などの国でもアメリカにならった大学院レベルの法曹養成課程が導入され、その修了者にはJuris Doctorの学位が授与されている。また、学位の名称は韓国語では「法学専門碩士」、中国語では「法律博士」と訳される。
| 法域           | 学術的内容を欠くか? | 修業年限 | 当該法域の法学士課程と 異なるカリキュラムか? | 法曹資格取得のために 追加の教育が必要か? |
| -------------- | ------------------- | -------- | -------------------------------------------- | ---------------------------------------- |
| 日本           | No                  | 2–3      | Yes                                          | Yes                                      |
| 米国           | Yes                 | 3        | No                                           | No                                       |
| オーストラリア | No                  | 3        | No                                           | No                                       |
| カナダ         | No                  | 3        | No                                           | Yes                                      |
| 香港           | No                  | 2–3      | No                                           | Yes                                      |
| シンガポール   | No                  | 2–3      | No                                           | Yes                                      |
| フィリピン     | No                  | 4        | Yes                                          | Yes                                      |
| 韓国           | No                  | 3        | Yes                                          | No                                       |

### アメリカ合衆国
アメリカ合衆国では、大学（短期大学を除く）を卒業した後にロースクール（標準修業年限: 3年）を修了すると、Juris Doctor（日本語訳: 法務博士）が与えられる。
また、Juris Doctorとは別に、標準就業年限1年間のLL.M.（Master of Laws, 法学修士）がある。ほとんどの学生はJ.D.取得後に就職するが、引き続きLL.M.コースに進学する学生もまれにいる。しかし、多くのLL.M.受講生は、一旦実務を経験した後（または実務のかたわら夜学など）で高度に専門的な法学教育を受けるため、ロースクールに戻る。特に、税法・国際法・金融法などの分野にこの傾向が顕著である。それ以外には、外国で法学の学位を取得した学生が、米国法を学ぶためにLL.M.を受講するケースが多い。日本の法学部の卒業生である法律家や官僚をはじめとして、非英米法系の法学教育を受けた者はアメリカのほとんどの州で司法試験の受験資格がないが、アメリカのロースクールで一定の単位を取得することにより受験資格を得ることができる場合がある。例えば、ニューヨーク州では、非英米法系の法学教育を3年以上受けて当該国の法曹になりうる資格を取得した者は、アメリカ法曹協会が公認したロースクールで20単位以上取得すれば司法試験の受験資格が得られるが、この要件は通常LL.M.課程修了により満たすことができる。

### オーストラリア
オーストラリアでは、JDを取得するには、3年間のフルタイム教育（またはそれと同等）を受けている必要がある。JDは豪州資格フレームワーク (AQF) において、レベル9：Master's degree (extended) に分類される。